# Reichskommissar für die Festigung deutschen Volkstums

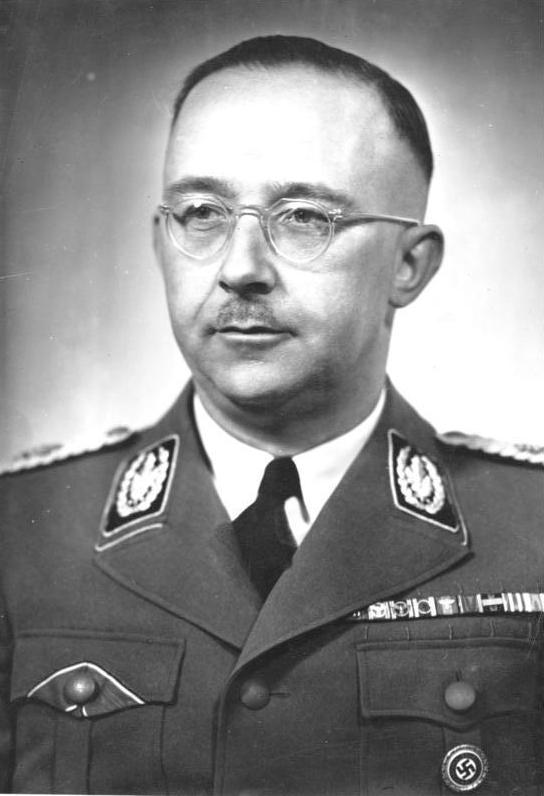
Heinrich Himmler var Rikskommissarie för befästandet av den tyska folkstammen.

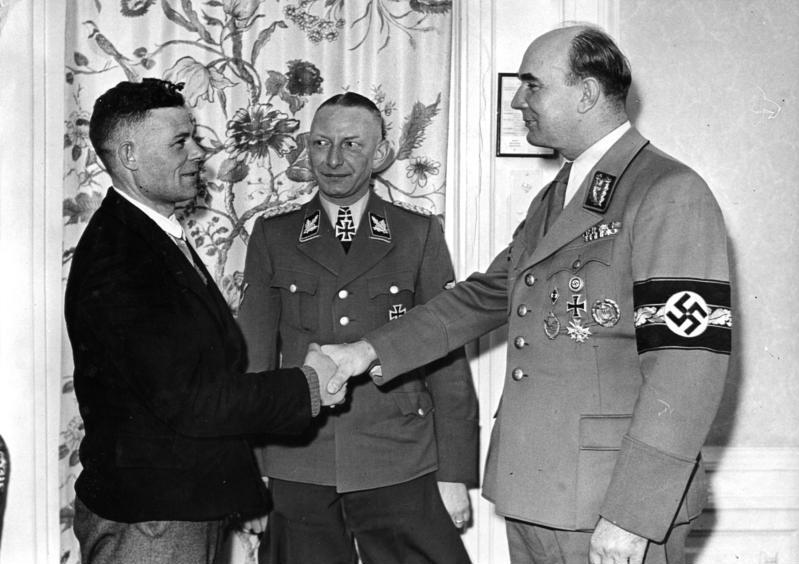
Gauleiter Arthur Greiser välkomnar i mars 1944 den miljonte folktysken till Reichsgau Wartheland. I mitten Heinz Reinefarth.

Reichskommissar für die Festigung deutschen Volkstums, RKFDV ("Rikskommissarie för befästandet av den tyska folkstammen"), var ett ämbete i Tredje riket som Adolf Hitler skapade den 7 oktober 1939 och som bekläddes av Reichsführer-SS Heinrich Himmler. Hitler gav Himmler i uppdrag att inom ramen för Generalplan Ost samordna och leda återbördandet av Volksdeutsche, det vill säga etniska tyskar, som före andra världskriget levt utanför Tysklands gränser. Himmlers uppgift bestod även i att organisera etnisk rensning av icke-tyska folk från det tyska livsrummet.